# 筲箕湖
筲箕湖是一个位于中国江西省余干县的湖泊，面积约为3平方千米，平均水深约为1.6—3米。